# Poolbillard-Jugendeuropameisterschaft 1982
Die Poolbillard-Jugendeuropameisterschaft 1982 war die zweite Austragung der von der European Pocket Billiard Federation veranstalteten Jugend-Kontinentalmeisterschaft im Poolbillard. Sie fand in Göteborg statt.
Ausgespielt wurden die Disziplinen 14/1 endlos und 8-Ball bei den Junioren.

## Medaillengewinner
| Disziplin              | Gold               | Silber       | Bronze                          |       |
| ---------------------- | ------------------ | ------------ | ------------------------------- | ----- |
| Junioren – 14/1 endlos | Rüdiger Jesse      | M. Berg      | M. Jernberg T. Melbye           | [ 1 ] |
| Junioren – 8-Ball      | Christer Lofstrand | Norbert Lang | Calle Liljegren Thomas Schröder | [ 2 ] |